# Коломієць Віра Титівна
Ві́ра Титівна Коломі́єць (22 вересня 1922, м. Умань, тепер Черкаської області — 20 січня 1993, Київ) — український мовознавець, доктор філологічних наук з 1974, професор з 1985.
Дружина українського мовознавця Олександра Мельничука.

## Життєпис
Закінчила 1946 Київський педагогічний інститут.
Протягом 1950–1982 працювала в Інституті мовознавства НАН України, з 1983 — завідувач кафедри фонетики російської мови Київського педагогічного інституту іноземних мов.
У 1979–1983 була секретарем Міжнародного комітету славістів.

## Наукова діяльність
Займалася проблемами лексики і словотворення української мови, дослідження української мови у зіставленні з іншими слов'янськими, історичної типології слов'янських мов.
- Коломієць В.Т. Питання граматики і лексикології української мови. — Київ: Видавництво Академії наук УРСР, 1963.
- «Вступ до порівняльно-історичного вивчення слов'янських мов» (1966, у співавторстві),
- «Розвиток лексики слов'янських мов у післявоєнний період» (1973),
- «Походження загальнослов'янських назв риб» (1983, рос. мовою),
- «Історична типологія слов'янських мов» (1986).

Один з укладачів «Етимологічного словника української мови» у 7 томах (т. 1-6, 1982—2012).